# Піно-Торинезе
Піно-Торинезе (італ. Pino Torinese, п'єм. Ël Pin) — муніципалітет в Італії, у регіоні П'ємонт,  метрополійне місто Турин.
Піно-Торинезе розташоване на відстані близько 520 км на північний захід від Рима, 7 км на південний схід від Турина.
Населення — 8373 особи (2014).
Щорічний фестиваль відбувається 4 лютого. Покровитель — Sant'Andrea Corsini.

## Демографія
Населення за роками:

Станом на 1 січня 2023 року в муніципалітеті офіційно проживали 532 іноземці з 54 країн, серед них 268 громадян країн Євросоюзу та 16 громадян України.

## Сусідні муніципалітети
- Бальдіссеро-Торинезе
- Камб'яно
- К'єрі
- Печетто-Торинезе
- Турин